# Севастьянов, Дмитрий Тимофеевич
Дмитрий Тимофеевич Севастьянов — советский военный деятель, контр-адмирал.

## Биография
Родился в 1919 году в деревне Мокшалей. Член КПСС.
С 1938 года — краснофлотец РККФ.
Участник Великой Отечественной войны: дивизионный минёр 12-го дивизиона эскортных кораблей 5-го отряда кораблей ВМФ
В 1963—1969 гг. — начальник штаба Таллинской военно-морской базы.
В 1969—1974 гг. — начальник Таллинской военно-морской базы.
Избирался депутатом Верховного Совета Эстонской ССР 8-го созыва. Делегат XXIV съезда КПСС.
С 1976 года — в отставке.
Умер в 1982 году в Таллине.

## Награды
- Орден Красного Знамени (30.12.1956)
- Орден Отечественной войны II степени (15.11.1945)
- Орден Красной Звезды (03.11.1953, 21.02.1974)